# Rue Martin-Bucer
La rue Martin-Bucer (en alsacien : Aureliengass) est une rue de la ville de Strasbourg, en France, administrativement rattachée au quartier Gare - Kléber. Elle va du no 35 de la rue du Faubourg-National à la place Sainte-Aurélie. Son histoire est directement associée à celle de l'église Sainte-Aurélie dont elle a longtemps porté le nom.
D'une longueur de 150 m, elle débute au niveau de la rue du Faubourg-National. Elle adopte un tracé orienté sud-ouest et, au bout de 80 m, se termine en boucle autour d'une petite place.

La rue est à sens unique sur l'ensemble de son tracé.

## Histoire du nom

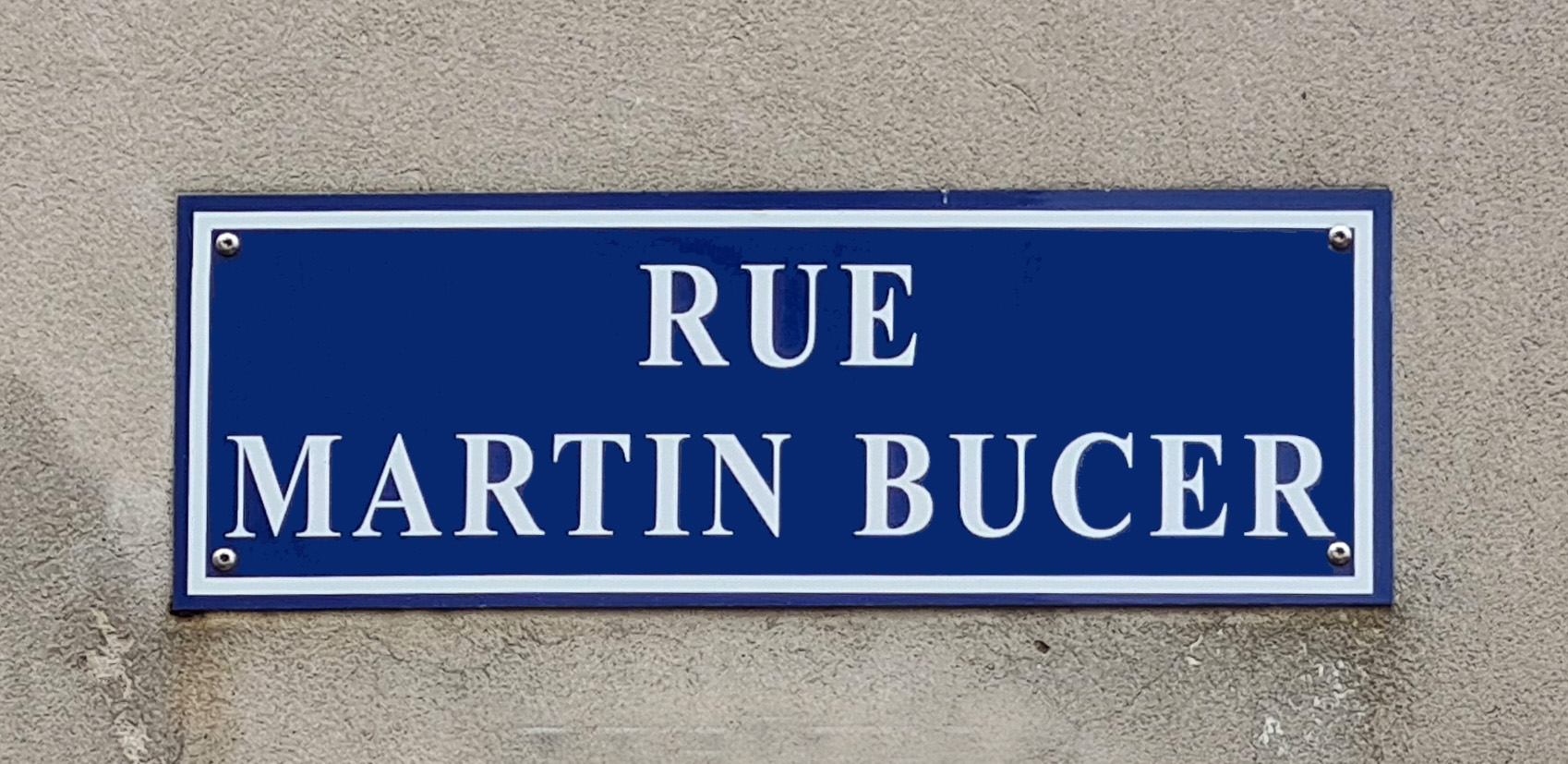
Plaque.

Au fil de temps la rue a porté les dénominations suivantes, en allemand ou en français : St-Aureliengasse (1580), rue de la Charrue (1793), rue Aurèle (1800), rue Sainte-Aurélie (1817, 1918, 1945), Sankt-Aurelien-Gasse (1872, 1940). Son nom est d'abord lié à l'église Sainte-Aurélie qui s'y trouve.
En 1954, la voie prend son nom actuel, « rue Martin-Bucer », en hommage au théologien et réformateur protestant Martin Bucer, qui, en 1524, fit ses débuts comme prédicateur dans cette église acquise à la Réforme l'année précédente.

## Transports en commun
La station de tramway Faubourg National (lignes B et F) se trouve à 120 m du début de la rue, vers l'est, de même que l'arrêt de bus Sainte-Aurélie (lignes 2 et 10) qui se trouvent à 140 m vers l'ouest.

## Bâtiments remarquables
no 5Des travaux conduits en 2011 ont métamorphosé la façade de cet immeuble à cinq travées de fenêtres et deux étages sous la toiture, en rétablissant la visibilité des pans de bois longtemps dissimulés par un revêtement en relief.
no 8Dans cet hôtel particulier de style néo-classique, construit vers 1900, entouré d'un vaste jardin, la présence d'un hôtel-pension est signalée en 1936.
no 9Formant l'angle avec la rue Sainte-Marguerite, la grande maison à colombages date du XVIIIe siècle.
Dans ses mémoires, l'ingénieur horticole Jean-Daniel Nessmann rapporte que son père, Victor Nessmann, ouvrit ici un cabinet médical vers 1932, dans ce qu'il décrit comme leur « vieille maison familiale».

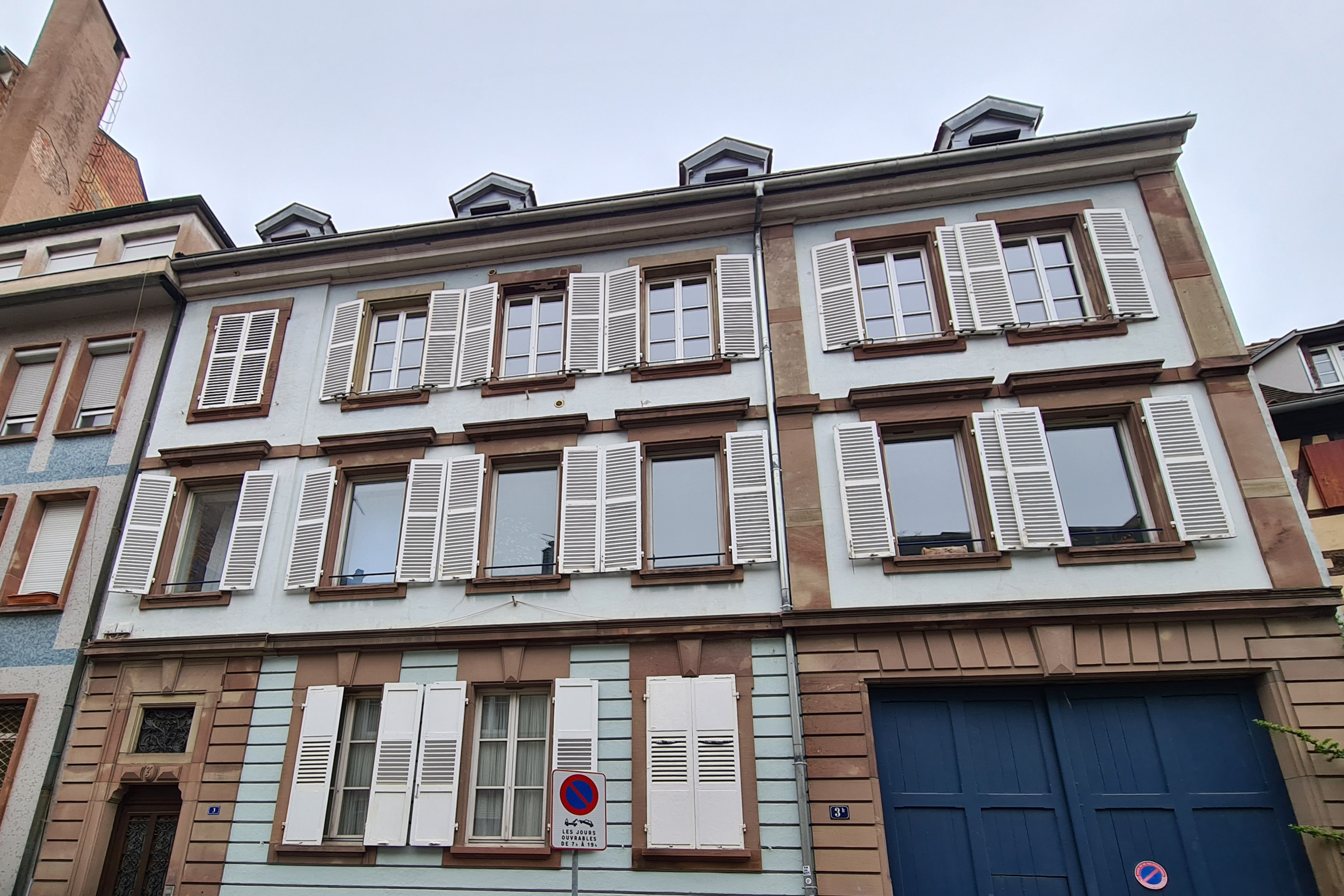
no 3.
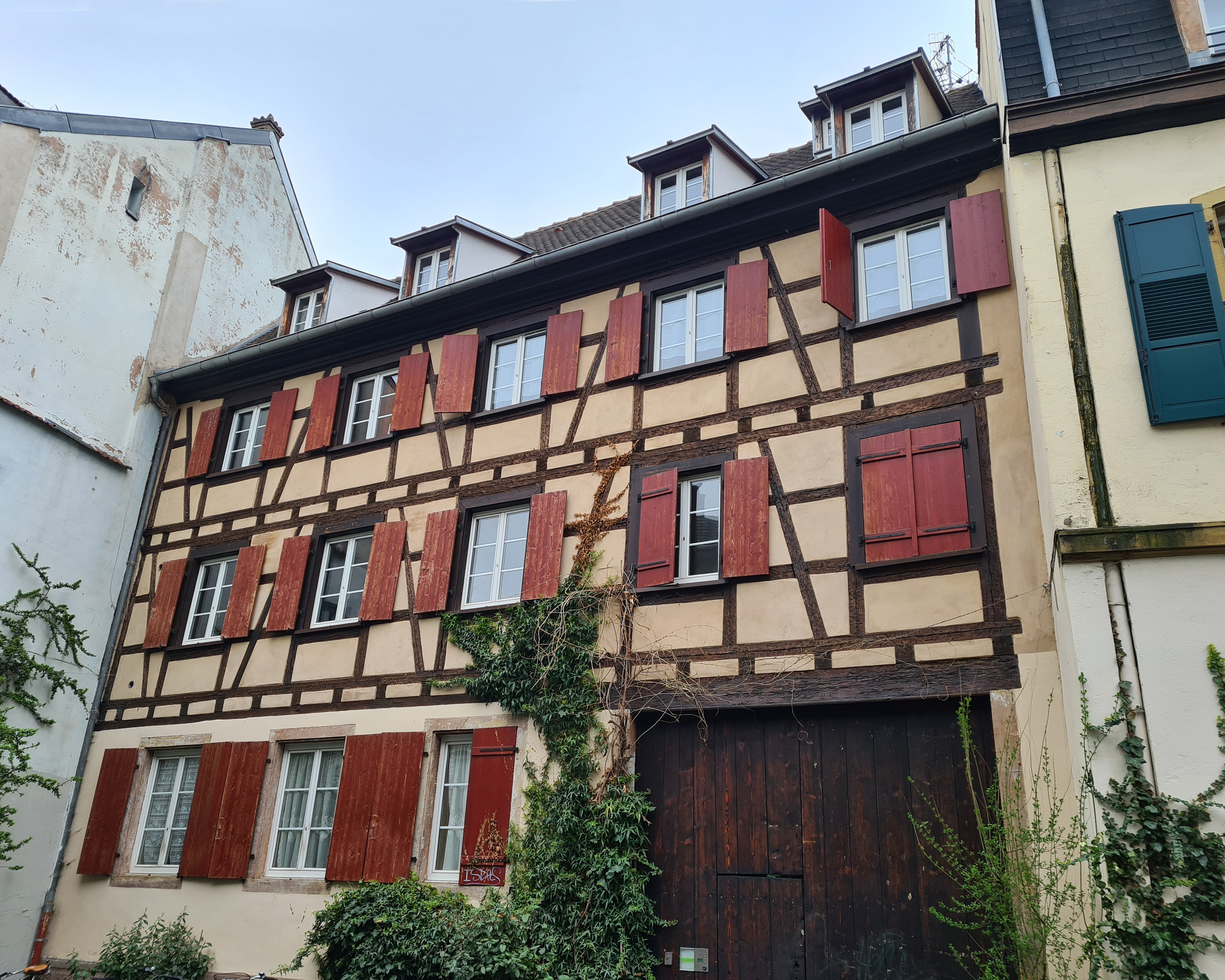
no 5.
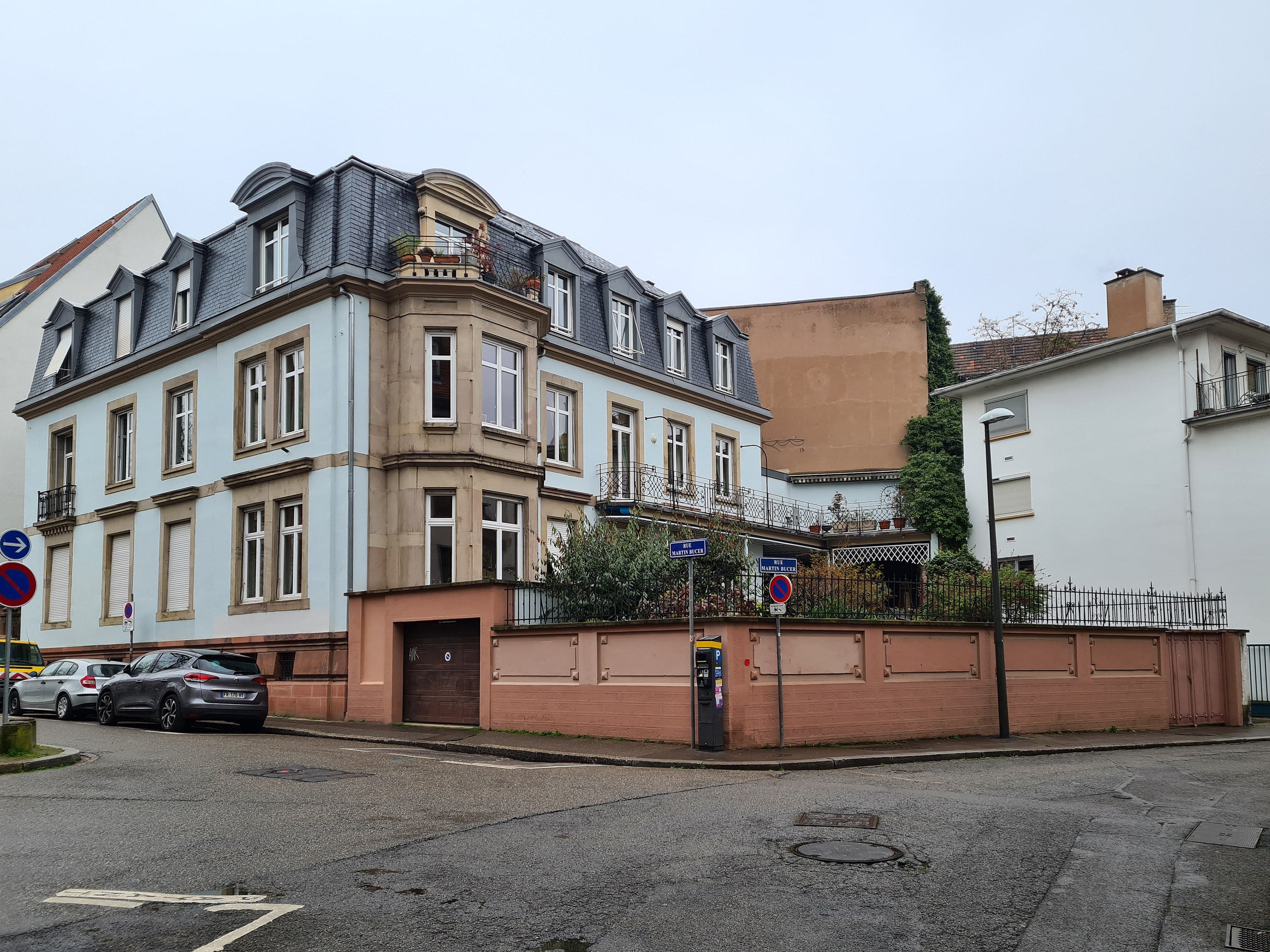
no 8.
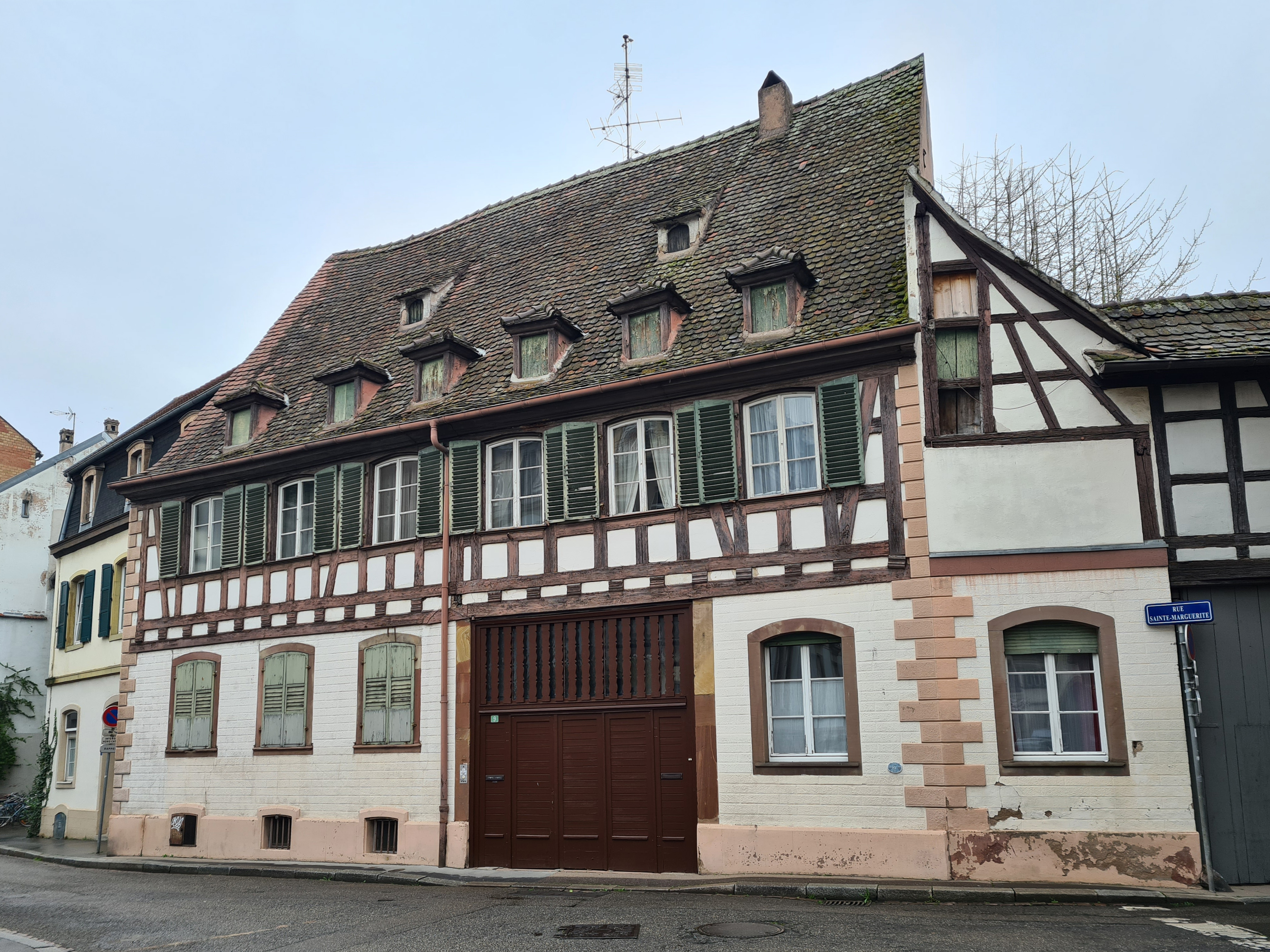
no 9.

no 11Sur cet emplacement se trouvait un ensemble funéraire apparemment étendu, comme l'ont montré des fouilles d'archéologie préventive. Il a été détruit en 1968 à l’occasion de la construction d’un immeuble, situé au 11, rue Martin Bucer et aux 30-32, rue Sainte-Marguerite.
no 13
La façade et les toitures du bâtiment principal, à l'exclusion des dépendances, font l'objet d'une inscription au titre des monuments historiques depuis 1978.

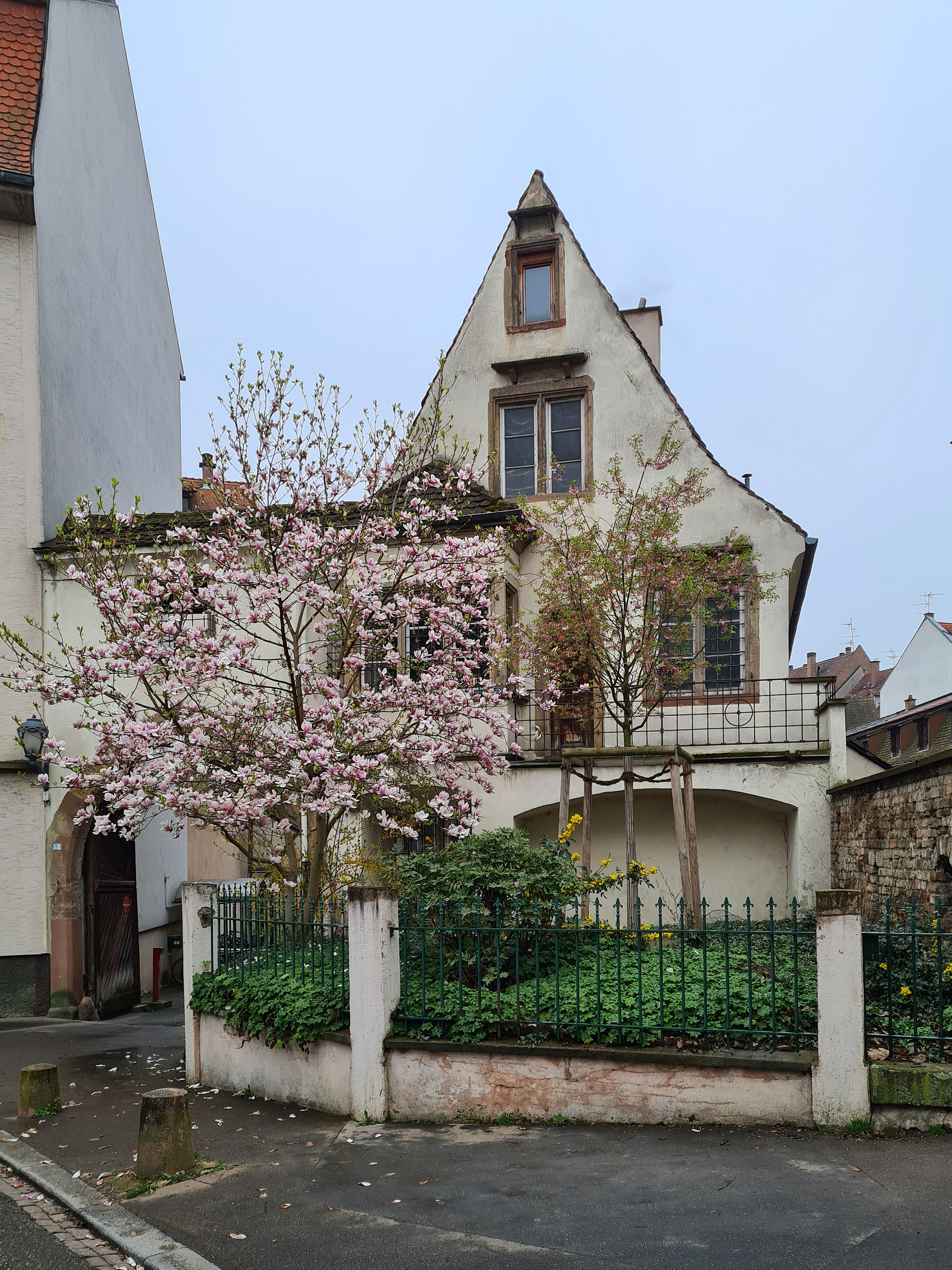
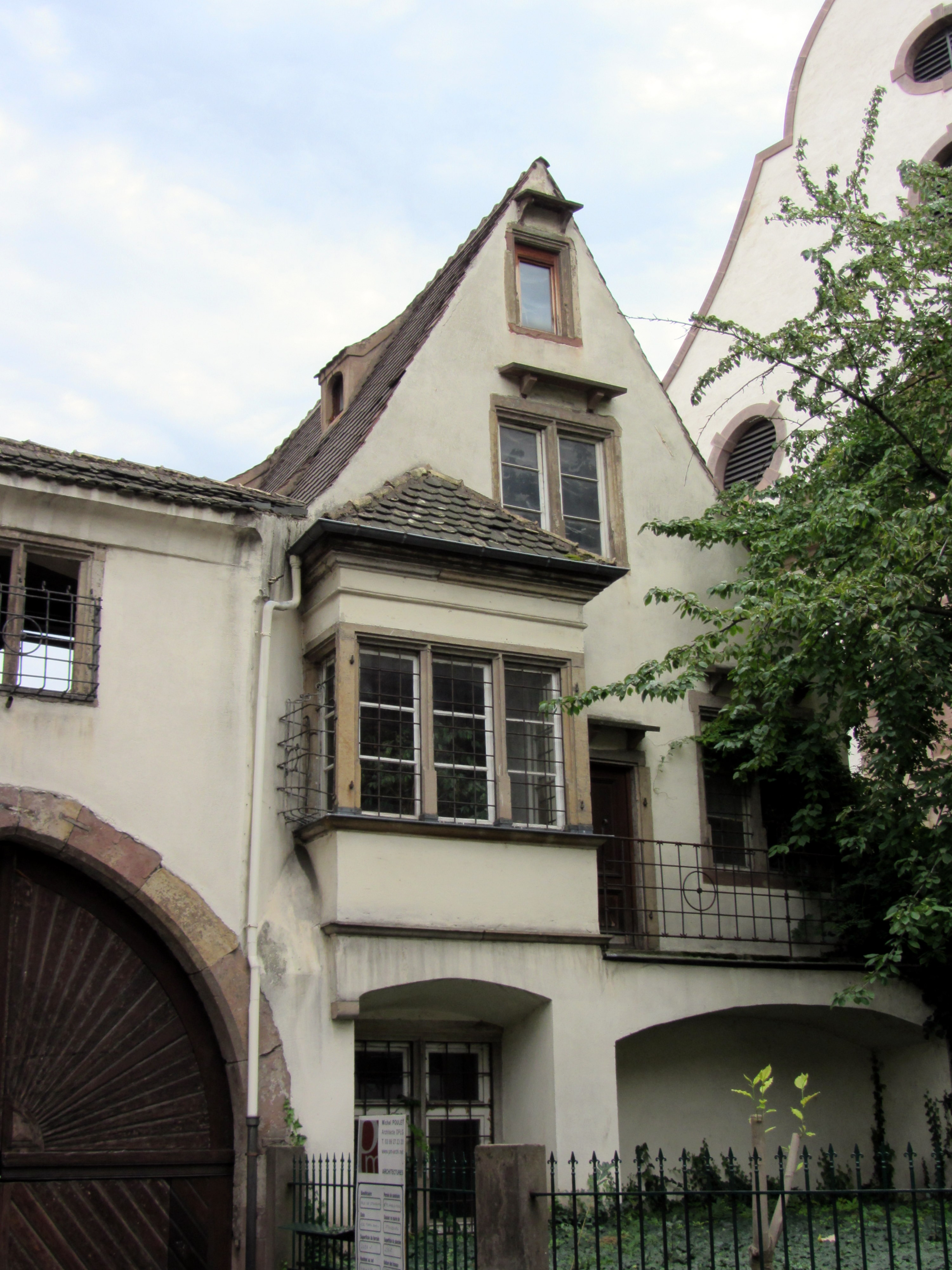
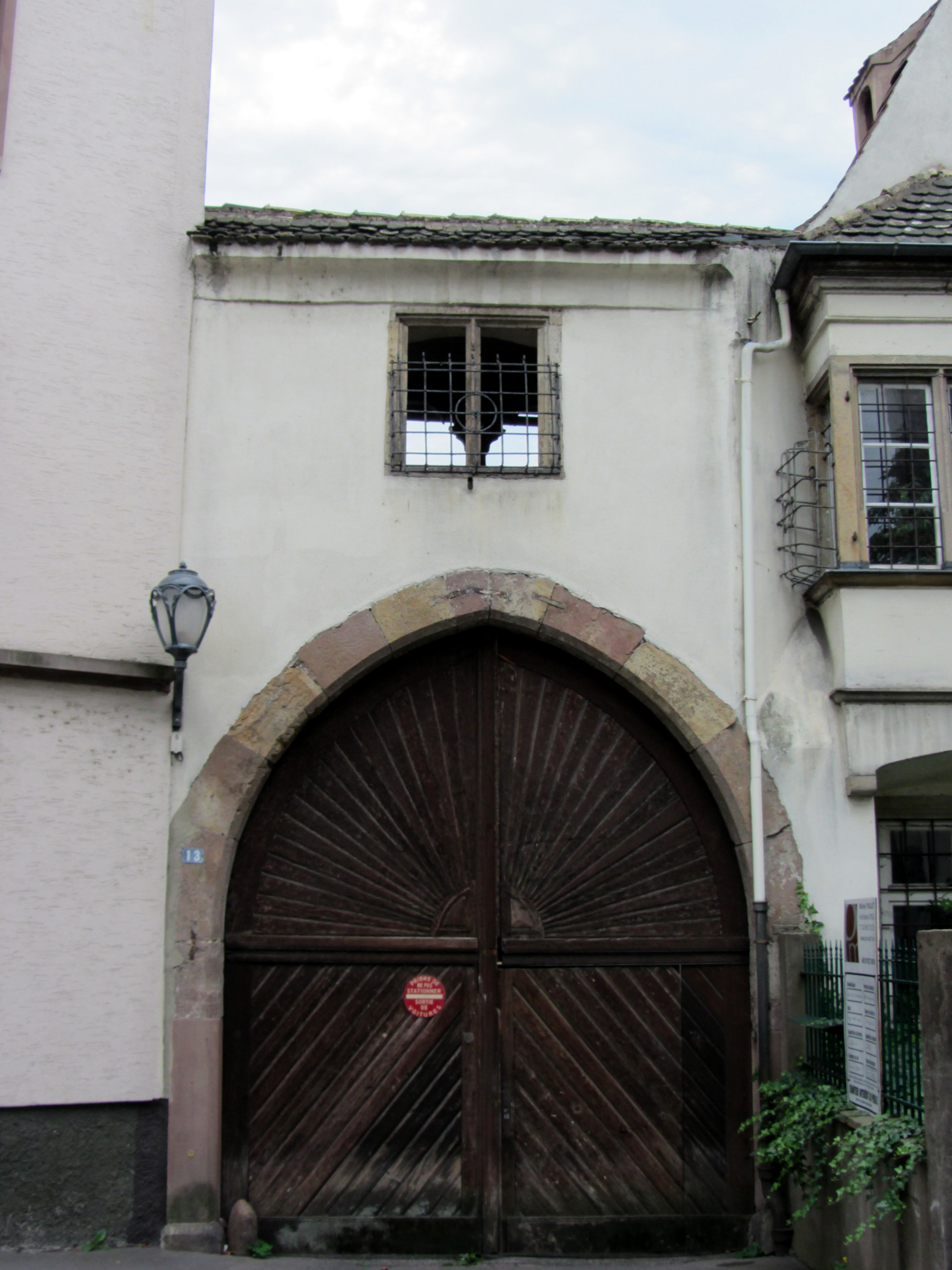
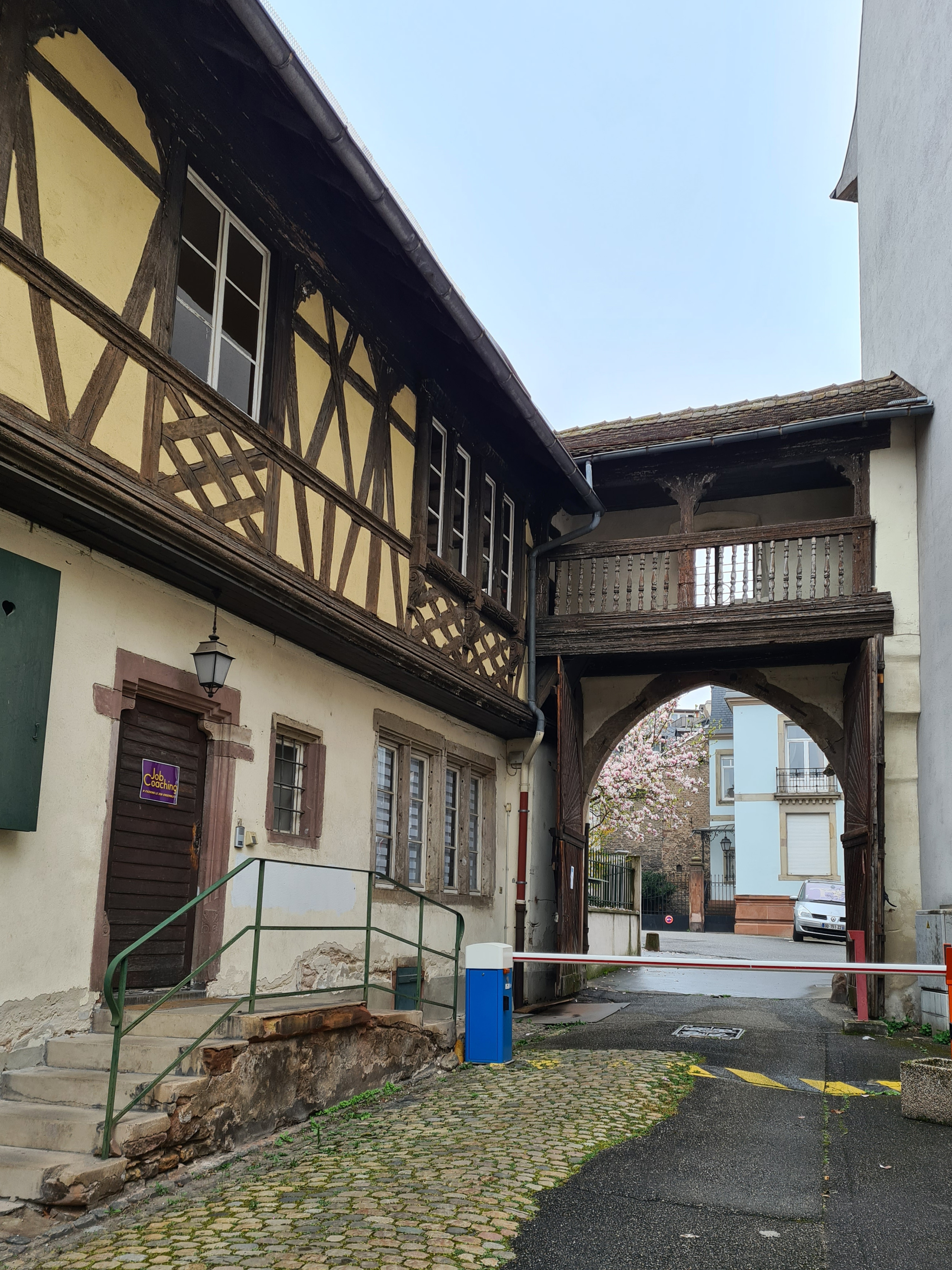

Quoique non distinguées par les Monuments historiques, les dépendances de cette ancienne ferme de la Renaissance comprennent une porte et une fenêtre de 1624, une porte de 1626 et une arcade de cave de 1617.
no 16Lors de la construction d'un immeuble de logements collectifs au 51, rue du Faubourg-National et de l'agrandissement et restructuration d'un immeuble de logements collectifs au 16, rue Martin-Bucer — l'ensemble appartenant à la fondation Saint-Thomas —, des fouilles d'archéologie préventive ont été menées en août 2014. Ces investigations ont permis notamment de mettre en évidence, pour la première fois à Strasbourg et en Alsace, des vestiges de structures en creux, en pleine terre, probablement liées à la collecte et au stockage de l'impôt (ici la dîme) .